# Falilou Seck
Falilou Seck (* 17. November 1966 in Chelles, Frankreich) ist ein deutscher Synchronsprecher, Theater- und Filmschauspieler.
Secks Vater stammt aus dem Senegal, seine Mutter ist Deutsche. Die Familie zog nach Bonn, als die Mutter eine Anstellung an der dortigen senegalesischen Botschaft bekam. Sein Abitur machte Seck am Nicolaus-Cusanus-Gymnasium in Bad Godesberg und wirkte dort in der Theater-AG mit. Er begann ein Studium der Romanistik und Philosophie in Bonn. 1989 wechselte er an die Freie Universität Berlin und studierte dort bis zum Vordiplom Publizistik, Politologie und Theaterwissenschaft und wagte schließlich doch das Vorsprechen an der Hochschule für Schauspielkunst „Ernst Busch“, wo er von 1991 bis 1995 seine Ausbildung absolvierte. Schon während des Studiums sammelte er professionelle Bühnenerfahrungen am Hans-Otto-Theater Potsdam, wo er direkt nach dem Examen im Jahr 1995 bis 2000 fest engagiert war. Seit der Spielzeit 2013/2014 ist Falilou Seck festes Mitglied des Gorki-Ensembles.

## Filmografie (Auswahl)
- 1997: Siebenstein
- 2016: Die Hannas
- 2019: Nicht ihr Ding
- 2020: Schoko
- 2021: Liebe ist unberechenbar[6]
- 2021: Ich bin dein Mensch
- 2021: Der Usedom-Krimi: Ungebetene Gäste
- 2021: Bring mich nach Hause (Fernsehfilm)
- 2022: Tatort: Borowski und der Schatten des Mondes (Fernsehreihe)
- 2023: Allmen und das Geheimnis des Koi (Fernsehreihe)
- 2024: Tatort: Letzter Ausflug Schauinsland
- 2024: Tatort: Schweigen
- 2025: Nord bei Nordwest – Haare? Hartmann!

## Synchronrollen
- 2016: The Birth of a Nation – Aufstand zur Freiheit
- 2016: Moonlight
- 2018: Maria Magdalena
- 2018: If Beale Street Could Talk
- 2018: Fiertés – Mut zur Liebe
- 2021: Lupin